# Sergio Vega (Bassist)

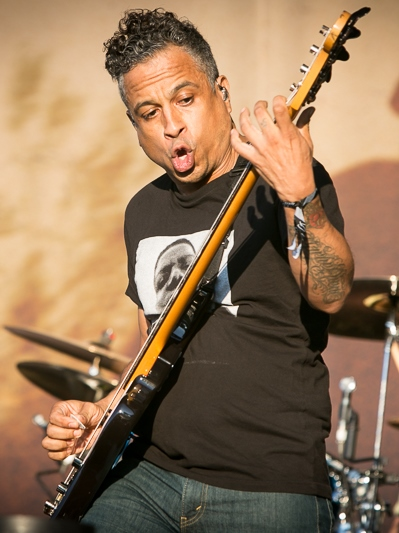
Sergio Vega (2013)

Sergio Vega (* 25. August 1970 in New York City) ist ein US-amerikanischer Bassist. Er ist Mitglied der Post-Hardcore-Band Quicksand und war zwischen 2009 und 2022 Mitglied der Alternative-Metal-Band Deftones.

## Werdegang
Vega begann seine Karriere Ende der 1980er Jahre in den New Yorker Hardcore-Bands Collapse und Absolution und gehörte im Jahre 1990 gründete er mit dem Sänger Walter Schreifels (zuvor Gorilla Biscuits), dem Gitarristen Tom Capone und dem Schlagzeuger Alan Cage die Band Quicksand. Mit der Band veröffentlichte Vega die beiden Studioalben Slip (1993) und Manic Compressions (1995). Die langen Tourneen und der damit verbundene Stress führten zur zwischenzeitlichen Auflösung. Zwei Jahre später kam es zu einer nur kurzlebigen Wiedervereinigung. Seit 2012 ist die Band Quicksand wieder aktiv und veröffentlichte seitdem mit Interiors (2017) und Distant Populations (2021) zwei weitere Studioalben.
Im Jahre 1999 half Sergio Vega bei der Band Deftones aus, nachdem ihr Bassist Chi Cheng wegen einer Operation an einem Zeh nicht auf Tournee gehen konnte. Chi Cheng wurde im November 2008 in einen schweren Autounfall verwickelt und lag lange Zeit im Koma. Im April 2013 verstarb Chi Cheng schließlich. Sergio Vega übernahm ab 2009 den Bass bei den Deftones und nahm mit der Bands die Studioalben Diamond Eyes (2010), Koi No Yokan (2012), Gore (2016) und Ohms (2020) auf. Bei den Grammy Awards 2022 wurde das Lied Ohms in der Kategorie Best Rock Performance und das Lied Genesis in der Kategorie Best Metal Performance nominiert. Im März 2022 verließ Vega die Band Deftones wieder und nannte Streitigkeiten um seinen Vertrag als Grund.
Darüber hinaus veröffentlichte Sergio Vega drei Soloalben. Bei den Alternative Press Music Awards 2017 wurde Sergio Vega in der Kategorie Bester Bassist nominiert.

## Diskografie
| - 2000: The Ray Martin Sessions - 2014: Fxxxxxk It - 2014: Hotel Life | - 2010: Diamond Eyes - 2012: Koi No Yokan - 2016: Gore - 2020: Ohms |